# Hugo Johansson (lutte)
Pour les articles homonymes, voir Hugo Johansson.
Anders Sigfrid Hugo Johansson est un lutteur suédois né le 19 avril 1888 à Malmö et mort le 16 mai 1969 à Malmö.
Il est médaillé d'argent en lutte gréco-romaine dans la catégorie des moins de 67,5 kg aux Championnats du monde de lutte 1913 à Breslau.